# Ammuriya (Nablus)
|  | Aquest article tracta sobre la vila de Cisjordània. Si cerqueu la vila de Jordània, vegeu «Ammuriya (Jordània)». |

Ammuriya, també escrit 'Amuria (àrab: عمورية, ʿAmmūriyya) és un vila palestina de la governació de Nablus, a Cisjordània, al nord de la vall del Jordà, al sud de Nablus. Segons l'Oficina Central Palestina d'Estadístiques tenia 302 habitants en 2007. Limita amb les viles d'Iskaka al nord, al-Lubban ash-Sharqiya a l'est, Abwein al sud, 'Arura i Mazari an-Nubani al sud-oest i Salfit al nord-oest. Hi havia 48 llars i cinc negocis establerts a la vila.

## Història
S'hi ha trobat terrissa i tests de la Segona Edat de Ferro del període hel·lenístic/romà, croat/aiúbida i mameluc.

### Època otomana
En 1596 apareix als registres fiscals otomans com Ammuriya, una vila a la nàhiya de Jabal Qubal al liwà de Nablus. Tenia una població de 7 llars i 1 solter, tots musulmans. Els vilatans pagaven impostos pel blat, l'ordi, els cultius d'estiu, les oliveres, les cabres i ruscs, i una premsa per raïms d'olis d'oliva; un total de 0,000 akçe.
En el Survey of Western Palestine de 1882 del Fons per a l'Exploració de Palestina es descrivia com «una petita vila en un terreny elevat.»

### Època del Mandat Britànic
En el cens de Palestina de 1922 organitzat per les autoritats del Mandat Britànic de Palestina tenia 69 habitants, tots musulmans, que augmentà lleugerament en el cens de 1931 a 85 musulmans en un total de 19 llars.
En el cens de 1945, la població era de 120 musulmans, amb 3111 dúnams de terra, segons un cens oficial de terra i de població.D'aquests, 1.753 dúnams eren usats per a cereals, mentre que 6 dúnams eren sòl edificat.

### Època moderna
Després de la de la Guerra araboisraeliana de 1948, i després dels acords d'Armistici de 1949, Ammuriyaa va restar en mans de Jordània. Després de la Guerra dels Sis Dies el 1967, ha estat sota ocupació israeliana. Aleshores tenia 130 habitants.